# Hans Friedrich Blunck
Hans Friedrich Blunck (* 3. September 1888 in Altona bei Hamburg; † 25. April 1961 ebenda) war ein deutscher Jurist und Schriftsteller. In der Zeit des Nationalsozialismus besetzte er verschiedene kulturpolitische Positionen.

## Leben
Der Sohn eines Lehrers studierte Rechtswissenschaft an den Universitäten Kiel und Heidelberg, wo er 1907 bei der Burschenschaft Teutonia zu Kiel und 1908 bei der Burschenschaft Allemannia zu Heidelberg aktiv wurde und zum Dr. jur. promovierte. Zum Ersten Weltkrieg eingezogen diente er als Offizier und war ab 1915 in der Zivilverwaltung Belgiens beschäftigt. Er schrieb die Schrift „Belgien und die niederdeutsche Frage“. 1919 floh er in die Niederlande, um einer Auslieferung zu entgehen. Dort lernte er seine spätere Frau Emma Ruoff kennen. Zwischen 1920 und 1928 war er als Regierungsrat und ab 1925 als Syndikus der Universität Hamburg tätig. Nach seiner krankheitsbedingten Frühpensionierung war er nur noch als Schriftsteller und Kulturfunktionär tätig.
Blunck lebte 1919 bis 1924 in Vierbergen und anschließend in Hoisdorf. Ab 1931 lebte Blunck in den Sommermonaten auf dem „Mölenhoff“ in Grebin. Aus den Erlösen seiner 1937 erschienenen zehnbändigen Werkausgabe finanzierte er die Neuerrichtung seiner „Mölenhoffhuus“ genannten Immobilie in Grebin.
1924 gründete Blunck in Bremen zusammen mit Wilhelm Scharrelmann, Manfred Hausmann, Hans Franck, Alma Rogge u. a. Die Kogge, eine Vereinigung vornehmlich anti-moderner, konservativer bis z. T. völkisch-national gesinnter Autoren der Niederdeutschen Bewegung.
Zwischen 1920 und 1940 veröffentlichte er zahlreiche Romane und Erzählungen, die einer antimodernistisch-romantisierenden Literaturrichtung zuzurechnen sind, wie sie auch dem Literaturverständnis des Nationalsozialismus entsprach. Blunck interessierte sich insbesondere für nordische Themen und hanseatische Geschichte, die er unter Betonung rechtsnationaler Aspekte und völkischen Gedankenguts ausarbeitete. Sein Werk umfasst historische Auseinandersetzungen mit der germanischen Götterwelt, Sagen, Märchen und Gespenstergeschichten sowie plattdeutsche Lyrik.

## Wirken in der Zeit des Nationalsozialismus
Nach der Machtübernahme der Nationalsozialisten wurde Blunck am 7. Juni 1933 zum zweiten Vorsitzenden der Sektion für Dichtung der Preußischen Akademie der Künste gewählt, erster Vorsitzender wurde Hanns Johst. Blunck hatte zuvor einen der nach dem Ausschluss aller jüdischen Mitglieder frei gewordenen Plätze eingenommen. Im Oktober 1933 gehörte er zu den 88 deutschen Schriftstellern, die das Gelöbnis treuester Gefolgschaft für Adolf Hitler unterzeichneten.
Noch im selben Jahr wurde Blunck, obwohl er zu diesem Zeitpunkt noch kein Mitglied der NSDAP war, zum ersten Präsidenten der Reichsschrifttumskammer bestellt, die die Kontrolle und Gleichschaltung der literarischen Produktion und Verbreitung vorantrieb. Blunck führte eine Gehilfenprüfung für angehende Buchhändler ein und gründete eine „Reichsschule des deutschen Buchhandels“ als überregionale Berufsschule. Nach dem Tode des Reichspräsidenten Hindenburg gehörte Blunck am 18. August 1934 zu den Unterzeichnern des „Aufrufs der Kulturschaffenden“ zur Volksabstimmung über die Zusammenlegung des Reichspräsidenten- und Reichskanzleramtes.

„Das echte dichterische Schaffen ist im Dritten Reich so frei wie nie zuvor – und statt von den vollkommen gestrigen und gleichgültigen Machwerken jener vom Zerfall zehrenden Literaten zu reden, sollte die Welt lieber ein Augenmerk darauf richten, daß unsere Regierung als die erste in Europa alle Angelegenheiten der schönen Künste in der Einrichtung einer sich selbst regierenden Kulturkammer zusammengefaßt hat.“

Blunck hatte allerdings die Annahme des Kammerpräsidentenamtes davon abhängig gemacht, dass jüdische Schriftsteller nicht ausgegrenzt würden – was ihm Propagandaminister Joseph Goebbels zusichern ließ. Als Blunck bei einer Rede im Ausland ein „Konkordat“ für Juden in Deutschland vorschlug, war für Hanns Johst und Hans Hinkel im Oktober 1935 die Gelegenheit gekommen, Blunck abzulösen. Blunck zog sich mit dem Titel „Altpräsident“ nach Holstein zurück.
Seit Anfang der 1920er Jahre trat Blunck als völkischer Akteur der Niederdeutschen Bewegung vielfach in Erscheinung. Für den Autor und engen Vertrauten des Hamburger Mäzens Alfred Toepfer bezeichnete der von dem „Rembrandtdeutschen“ Julius Langbehn 1890 geprägte Begriff Niederdeutschtum „das eigentliche Deutschtum“. Blunck war auch Mitglied des 1936 gegründeten Eutiner Dichterkreises, einer NSDAP-nahen Autorengruppe, deren Mitglieder mehrheitlich plattdeutsch geschriebene Werke publizierten. Zum 1. Mai 1937 trat Blunck der NSDAP bei (Mitgliedsnummer 4.084.311).
1936 gründete Blunck die „Stiftung Deutsches Auslandswerk“, das im Ausland ein vorteilhaftes Deutschlandbild vermitteln sollte. Blunck war zunächst Präsident, ab 1940 dann Ehrenpräsident der Stiftung, die in Absprache mit den Reichsministerien und den Organisationen der NSDAP die Aktivitäten der deutschen Auslandsgesellschaften koordinierte. Nachdem er 1938 bereits die Goethe-Medaille für Kunst und Wissenschaft erhalten hatte, nahm Adolf Hitler Blunck in der Endphase des Zweiten Weltkriegs in die Liste der unverzichtbaren Schriftsteller, die sogenannte Gottbegnadetenliste, auf. Zu seinem 50. Geburtstag ernannte die Universität Hamburg ihn 1938 zum Ehrenmitglied, diese Ehre wurde ihm jedoch 1946 wieder aberkannt.
Zwischen 1933 und 1944 veröffentlichte Blunck 97 Bücher, schrieb 100 Aufsätze im Völkischen Beobachter und weitere in der Krakauer Zeitung.
Der regimeferne Schriftsteller Werner Bergengruen charakterisierte Blunck 1946 so: „Ich mag nicht annehmen, daß er an den Greueln des Dritten Reiches Freude gehabt habe. […] Gewiß hätte es seinetwegen keine Konzentrationslager zu geben brauchen. Es war ihm auch gleichgültig, ob die Textilbranche arisiert wurde oder nicht. Er wollte Ruhm, Leser, Auflagen, Geld; alles andere kümmerte ihn nicht.“ Irmgard Keun sagte über ihn: „er sei nicht gut und nicht schlecht, sondern bloß zum Kotzen“.

## Nachkriegszeit
Anfang 1946 wurde Blunck aus dem Internierungslager Gadeland entlassen und im Rahmen der anschließenden Entnazifizierung in der Britischen Besatzungszone als Mitläufer eingestuft. Er wurde 1949 vom Kieler Entnazifizierungsausschuss mit der Zahlung einer Geldstrafe in Höhe von 10.000 DM belegt.
Nach Kriegsende setzten die Kulturbevollmächtigten der Sowjetischen Besatzungszone und später die SED-Kulturverwaltung der DDR einige Werke Bluncks auf ihre Liste der auszusondernden Literatur.
Im Gegensatz dazu wurde Blunck in seiner Heimat von konservativen Kreisen auch nach 1945 verehrt und erhielt vom Schleswig-Holsteinischen Heimatbund dessen höchste Auszeichnung, die Lornsenkette.
1952 veröffentlichte er eine Autobiografie Unwegsame Zeiten, in der er sich „Antifaschist auf dem Sessel der Schriftumskammer“ nennt.
Blunck war weiterhin als Schriftsteller tätig, konnte jedoch an seine Vorkriegserfolge nicht mehr anknüpfen und beschränkte sich nach 1945 im Wesentlichen auf Märchen und Sagen.
In seinen in der Nachkriegszeit neu aufgelegten Werken wurden nationalsozialistische und antisemitische Anklänge reduziert oder getilgt. Dies zeugt von einem Unrechtsbewusstsein, das sich weder mit der von ihm in Anspruch genommenen Naivität noch mit seiner Einstufung als Mitläufer in Einklang bringen lässt.

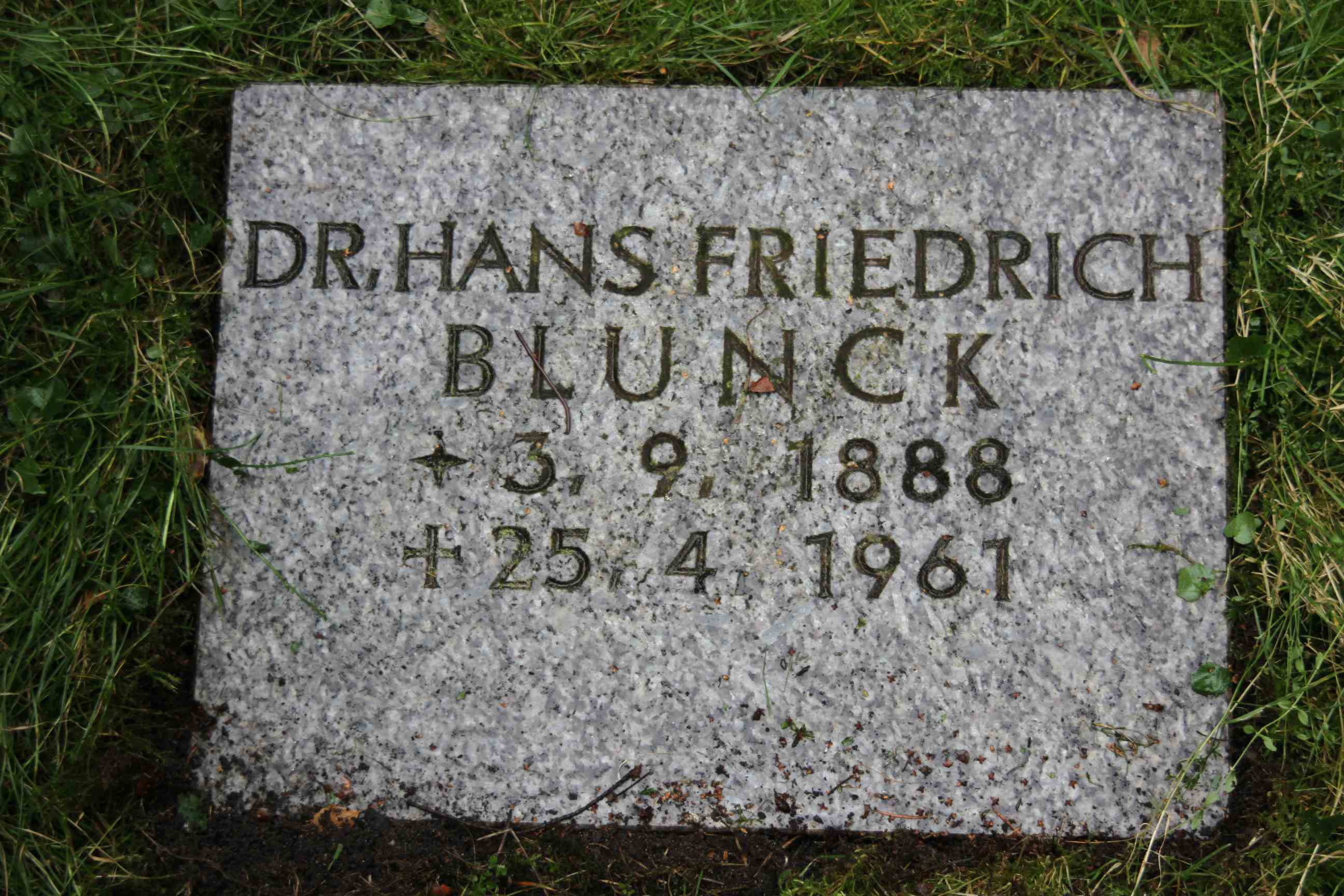
Grabstein von Friedrich Blunck auf dem Friedhof Ohlsdorf

Nach dem Tod seiner Ehefrau Emma Ruoff (1958) verließ er Grebin und zog sich nach Hamburg zurück.
Im Nachkriegsdeutschland gehörte Blunck dem rechtsextremen Deutschen Kulturwerk Europäischen Geistes an.
Blunck starb am 25. April 1961 im Alter von 72 Jahren. Er wurde auf dem Friedhof Ohlsdorf in Hamburg beigesetzt. Sein Nachlass befindet sich in der SHLB (mit einer speziellen Akte zur Umbenennung von Grebin in Greben). Teilnachlässe befinden sich in der Universitätsbibliothek Kiel und in der Staats- und Universitätsbibliothek Hamburg. Überlieferungen befinden sich im Staatsarchiv Hamburg.
Sein Sohn war der Historiker und Bibliothekar Jürgen Blunck (1935–2008).
Seit 1962 pflegt die „Gesellschaft zur Förderung des Werkes von Hans Friedrich Blunck e. V.“ sein Vermächtnis in seinem Sinne.

## Werke

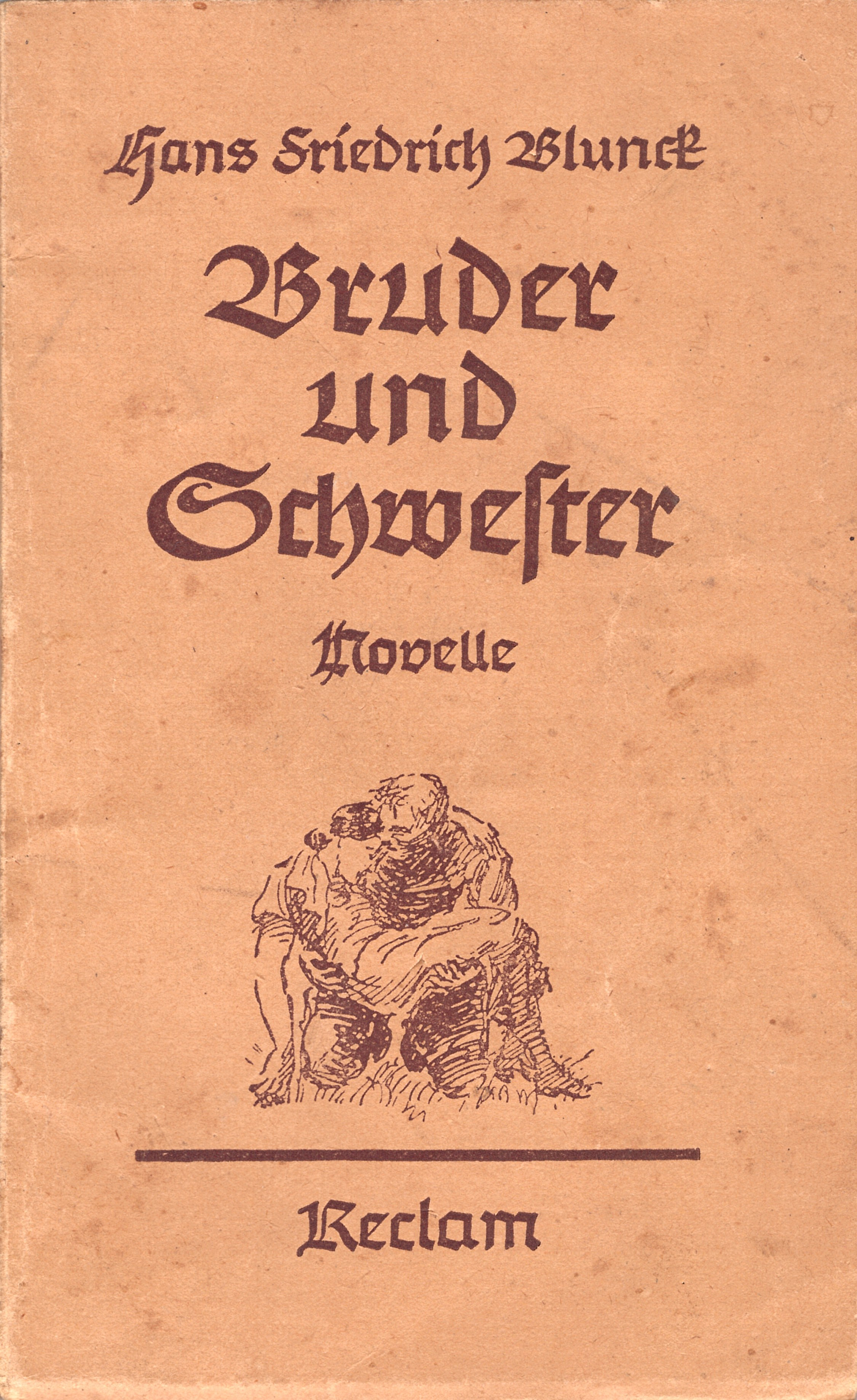
Novelle Bruder und Schwester, Reclam, Leipzig 1944

- Die Zukunft Mazedoniens. Ein Handbuch für Kaufleute, Journalisten und Reisende, Hamburg 1912
- Der Ritt gen Morgen, Hamburg 1914
- Sturm überm Land. Gedichte der Kriegszeit, Jena 1916
- Totentanz, Hamburg 1916
- Jan Günt. Eine frohe Brüsseler Ehegeschichte, Braunschweig 1918
- Peter Ohles Schatten, Berlin 1919
- De hillige Hannes. Een Komedi in veer Optög. Rechtschreibung na de Lübecker Beslöt vun negentainhunnertnegentain, Hamburg 1920
- Die Frau im Tal. Von Träumern ein altes Widerspiel, Hamburg 1920
- Hart warr ni möd. Nedderdütsche Gedichten, Hamburg 1920
- Köst bi Wessels. Speeldeel in dree Optög. Rechtschreibung na de Lübecker Beslöt vun negentainhunnertnegentain, Hamburg 1920
- Der Wanderer, Hamburg 1920
- Hein Hoyer. Ein Roman von Herren, Hansen und Hagestolzen, München 1922
- Berend Fock. Die Mär vom gottabtrünnigen Schiffer, München 1923
- Märchen von der Niederelbe, 3 Bde., Jena 1923–1931
- Stelling Rotkinnsohn. Die Geschichte eines Verkünders und seines Volkes, München 1924
- Bootsmann Uhl und andere Erzählungen, Langensalza 1926
- Kampf der Gestirne, Jena 1926
- Streit mit den Göttern. Die Geschichte Welands des Fliegers, München 1926
- Vun wilde Kerls in’n Brook. Neue plattdeutsche Märchen, Jena 1926
- Aus der brasilianischen Reise, Berlin 1927
- Rückblick und Ausschau. Selbstbekenntnis, Chemnitz 1927
- Die Weibsmühle. Ein Roman aus Brasilien, Jena 1927
- Bruder und Schwester. Novelle, Reclam, Leipzig 1928 (RUB 6831: DNB 578914301)
- Gewalt über das Feuer. Eine Sage von Gott und Mensch, Jena 1928
- Kindermärchen, Köln 1929
- Land der Vulkane. Ein Geschichte von drüben, Jena 1929
- Unruhe, Berlin 1929
- Allerlei Gelichter. Eingel. und hrsg. von Karl Plenzat, Leipzig 1930
- Hein Oi und der Böse, Berlin 1930
- Volkswende. Eine Roman dieser zwei Jahrzehnte, zugleich Versuch einer Chronik, Bremen 1930
- Neue Balladen, Jena 1931
- Pappenpuck und Poggenschluck, Berlin 1931
- Vom Muckerpucker und anderen Geistervolk, Frankfurt 1931
- Drolliges Volk, Berlin 1932
- Von Fuchs und Dachs. Vier Tiergeschichten, Berlin 1932
- Weihnacht. Fünf Geschichten von holden und unholden Geistern, Berlin 1932
- Das Feuerhorn, Oldenburg 1933
- Spuk und Lügen. Glaubhafte und unglaubhafte Geschichten, München 1933
- Der Trost der Wittenfru. Insel Verlag, Leipzig 1933 (Insel-Bücherei 110/2)
- Deutsche Kulturpolitik, München 1934
- Dörfliches Leben, Leipzig 1934
- Der Feuerberg. Erzählung von deutschen Siedlern in Amerika, Jena 1934
- Frau Holle un de Mönk. Ungelehrte hoch- und plattdeutsche Balladen, München 1934
- Geschichten in der Dämmerung, Wiesbaden 1934
- Land in der Dämmerung, Berlin 1934
- Mär vom Leben, Leipzig 1934
- Mein Leben. Einige Aufzeichnungen, Berlin 1934
- Neues Volk auf der Heide und andere Märchen, hrsg. von Ernst Adolf Dreyer, Langensalza 1934
- Das Nibelungenlied, Leipzig 1934
- Niederdeutsche Märchen, Hamburg 1934
- Notflagge und andere Novellen, Balladen und Gedichte, hrsg. von Ernst Adolf Dreyer, Langensalza 1934
- Sprung ins Bürgerliche, Berlin 1934
- Die Urvätersaga. Romantrilogie der germanischen Vorzeit, Jena 1934
- Zweifaches Schauen, Wiesbaden 1934
- Die große Fahrt. Ein Roman von Seefahrern, Entdeckern, Bauern und Gottesmännern, München 1935
- Von Geistern unter und über der Erde. Märchen und Lügengeschichten, Jena 1935
- Dammbruch, Leipzig 1935
- Erstaunliche Geschichten, Insel Verlag, Leipzig 1933 (Insel-Bücherei 497/1)
- Eulenspiegel verliert sein Gebetbuch. Schelmenmärchen und Tiergeschichten, Karlsbad 1936
- König Geiserich. Ein Erzählung von Geiserich und dem Zug der Wandalen, Hamburg 1936
- Die Wiedewitte, Jena 1936
- Aufbruch der Streitwagen. Eine Geschichte aus der Neusteinzeit, Berlin 1937
- Balladen und Gedichte, Hamburg 1937
- Fährgespräch. Auslanddeutsche Erzählungen, Karlsbad 1937
- Italienisches Abenteuer, München 1938
- Deutsche Heldensagen. Neuerzählt, Berlin 1938
- Kampf um Neuyork. Jakob Leisler. Ein dramatisches Spiel, Berlin 1938
- Wolter von Plettenberg. Deutschordensmeister in Livland, Hamburg 1938
- (Hrsg.): Das Deutschlandbuch, 71.–100. Tausend [mit Nachtrag Sudetenraum], Paul Franke, Berlin [1939]
- Feuer im Nebel, Hamburg 1939
- Frauen im Garten, Hamburg 1939
- Freund und Feind, Leipzig 1939
- Gestühl der Alten, Insel Verlag, Leipzig 1939 (Insel-Bücherei 538/1)
- Seltsame Begegnungen. Acht Mären und Geschichten, Goslar 1939
- Feuer im Nebel, Hamburg 1940
- Heinrich von Lützelburg, Hamburg 1940
- Hüben und drüben, Bremen 1940
- Die Jägerin, Hamburg 1940
- Der Kamerad, Reichenau 1940
- Die kleine ferne Stadt, Hamburg 1940
- Schiffermär. Ein neuer Geschichtenkreis, Köln 1940
- Der Flammenbaum, München 1941
- Die Magdeburger Kugel, Magdeburg 1941
- Rund um den Hof, Berlin 1941
- Die Sage vom Reich, Hamburg 1941–1943
- Trauer um Jakob Leisler. Aus den letzten Tagen des Guvernörs und obersten Befehlshabers von Neuyork, Berlin 1941
- Ein Winterlager, Hamburg 1941
- Wieder fährt Sturm übers Land, Hamburg 1942
- Glückliche Insel, Erzählungen. Mit Zeichnungen von Willy Thomsen. Bayreuth 1942
- Allerhand schrullige Gäste. Schelmengeschichten, Tier- und Kindermären, Straßburg 1943
- Die Reise nach Amerika, Bielefeld 1943
- Abenteuer im Vordämmern, Berlin 1944
- Begegnung im Schnee, Jena 1944
- Jungfern im Nebel und andere lügenhafte Geschichten, Prag 1944
- Möwen hinterm Pflug, Graz 1944
- Morgenstern und Abendstern, Berlin 1944
- Vom Igel Stickelpickel, Köln 1944
- Die Windhunde und siebzehn andere Kurzgeschichten, Breslau 1944
- Buch der Balladen, Flensburg, Hamburg 1950
- Gedichte. Von Gott, weiter Welt und Dir, Herz, Tiefinnen, Flensburg/Hamburg 1950
- Junge Liebe, Augsburg 1950
- Mississippi, Bonn 1950
- Spiel um Christi Geburt, Rotenburg a.d. Fulda 1950
- Verfassung und Untergang der altsächsischen Republik, Wolfshagen 1951
- Die Sardens und der Besessene, Flensburg/Hamburg 1952
- Unwegsame Zeiten. Lebensbericht, Bd. II, Mannheim 1952
- Licht auf den Zügeln. Lebensbericht, Bd. I, Mannheim 1953
- Gewalt über das Feuer. Eine Erzählung aus der Urzeit, Reutlingen 1955
- Sagen vom Rhein, Stuttgart 1957
- Elbsagen, Stuttgart 1958
- Donausagen, Stuttgart 1959
- Märchen von der Unterelbe, Flensburg 1959
- Nordseesagen, Stuttgart 1960
- Alpensagen, Stuttgart 1961
- Die Wiedewitte und andere Märchen, Hamburg 1962
- Weg durch Heidelberg, Neustadt a.d. Weinstraße 1964
- Rüstung der Geister, Stuttgart o. J.